# Dornier Do 18
El Dornier Do 18 fue un hidrocanoa bimotor cuatriplaza diseñado en un principio como avión correo trasatlántico para la aerolínea Deutsche Luft Hansa AG (DHL) y más tarde adoptado por la Luftwaffe para tareas de reconocimiento costero y salvamento. Fue construido por la firma alemana Dornier Flugzeugwerke en los años 1930 como un desarrollo del Do 16 Wal.

## Historia, diseño y desarrollo
El notable éxito obtenido con el hidroavión Dornier Do J "Wal" (posteriormente Do 16) llevó a la compañía Dornier a petición de la aerolínea Deutsche Luft Hansa AG a desarrollar en 1934 un avión correo trasatlántico como sucesor del anterior modelo. Este hidrocanoa mantenía el casco metálico del avión anterior y los flotadores estabilizadores, pero sus líneas aerodinámicas eran más eficaces. La planta motriz inicial consistía en dos motores diésel Junkers Jumo 5c de 540 hp montados en tándem sobre la sección central alar, que accionaban una hélice tractora y otra impulsora, que, aunque eran más pesados, prometían dar un consumo de combustible mucho más bajo que los motores de gasolina convencionales de potencia similar.
El prototipo Do 18a (D-AHIS "Monsun") realizó su primer vuelo el 15 de marzo de 1935; este aparato se perdió el 2 de noviembre sobre el mar Báltico durante unas pruebas de alta velocidad a baja altitud. Le siguieron dos prototipos desarrollados para uso militar, (Do 18b y Do 18d) y uno para cometidos civiles (Do 18c que más tarde se denominó Do 18 V3). El Do 18c se entregó a DHL como un transporte civil Do 18E ( D-ABYM Aeolus ), seguido rápidamente por otros tres aviones,los D-AANE Zyklon, D-ARUN Zephir ) y el D-AROZ Pampero que se está construyendo en 1938. Otro Do 18 civil fue el Do 18F, un avión modificado con mayor envergadura y pesos más altos para vuelos de largo alcance. El único Do 18F, D-ANHR , voló por primera vez el 11 de junio de 1937; posteriormente se modificó con motores radiales BMW 132N de 853 hp (636 kW) para probar una posible mejora del avión para la Luftwaffe, volando de esta forma en 21 de noviembre de 1939 como el Do 18L. Sin embargo, sufrió problemas de enfriamiento y se abandonó el desarrollo adicional del Do 18 con motor radial.

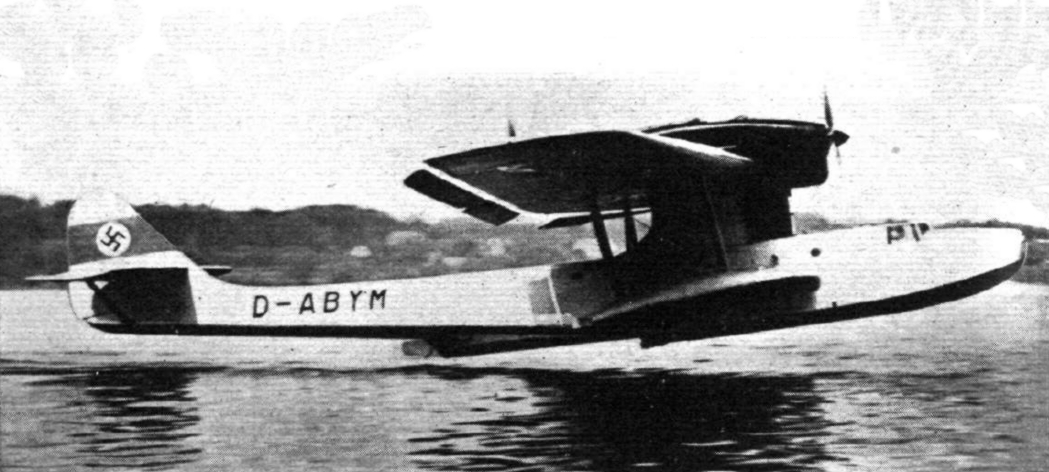
Do 18E D-ABYM "Aeolus" de Luft Hansa

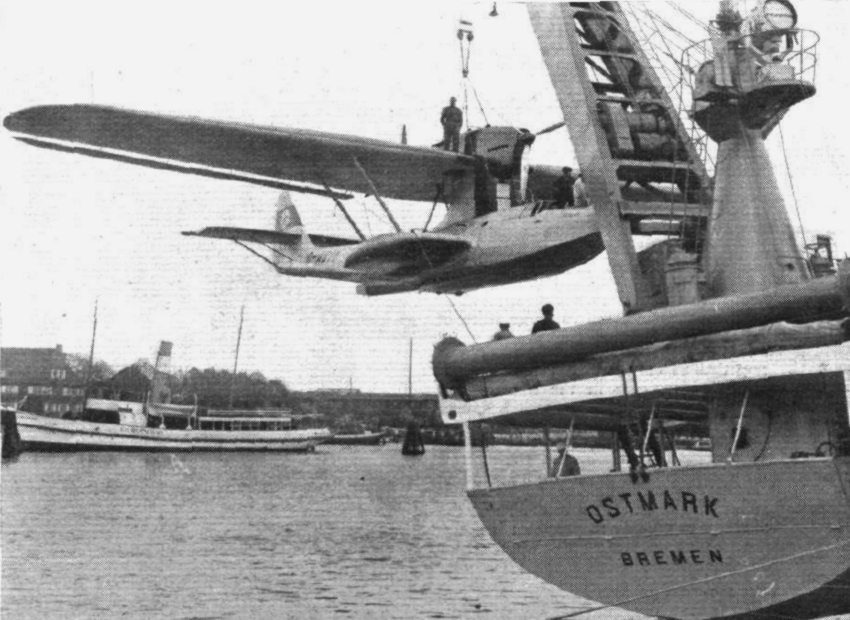
Dornier Do 18E (D-ABYM "Aeolus") es izado a bordo del Ostmark en Lübeck

Lufthansa recibió seis aviones en 1936 y comenzó una serie de ensayos de resistencia que culminaron del 10 al 11 de septiembre cuando el Zephir , volado por el Flugkapitän Blankenburg con el director de DHL Freiherr von Gablenz como pasajero, fue lanzado por catapulta desde el buque Schwabenland en Horta (Azores), volando los 4 460 km (2,270 mi) a la ciudad de Nueva York en 22 h 12 minutos. También el 11 de septiembre el Aeolus voló de Horta a Hamilton (Bermudas) en 18 horas y 15 minutos, y continuó hacia Nueva York al día siguiente. Para la etapa principal del Atlántico Norte, el avión necesitaba la ayuda de la catapulta Heinkel K.9 instalada en el buque nodriza propiedad de Luft Hansa Schwabenland. El 22 de septiembre el Aeolus regresó a Horta; el Zephir fue catapultado el 28 de septiembre en Hamilton. Los segundos vuelos a Nueva York siguieron el 5-6 y 6-7 de octubre y los vuelos de regreso esta vez, el 17 y el 18 de octubre desde Sydney, Nueva Escocia donde los hidroaviones continuaban hacia Lisboa y Travemünde . En abril de 1937 los D-ARUN Zephir y D-ABYM Aeolus comenzaron su servicio en la ruta de correo del Atlántico Sur desde Bathurst , Gambia a Natal , Brasil (3040 km). Los barcos con catapulta "Westfalen"  y "Schwabenland" se basaron en Bathurst y Fernando de Noronha para permitir que el avión cruzara el Atlántico llevando una carga completa de correo. Los Do 18 cruzaron el Atlántico Sur 73 veces y en cada vuelo llevaban unas 100.000 cartas de correo aéreo.
Entre el 27 y el 29 de marzo de 1938 el Dornier Do 18F D-ANNE Zyklon catapultado desde la cubierta del buque "Westfalen" anclado junto a la costa británica estableció el récord de vuelo sin escalas para hidroaviones, entre las cercanías de la costa de Devon y Caravelas , Brasil, cubriendo 4257 millas náuticas (7885 km).
La primera versión militar designada Do 18D-1 fue adoptada por la Luftwaffe como avión de reconocimiento costero, entrando en servicio en septiembre de 1938; dicha versión estaba propulsada por motores Junkers Jumo 205C y estaba armada con dos ametralladoras MG 15 cal. 7,92 mm, una en la proa y otra en posición dorsal, además, podía transportar dos bombas de 50 kg bajo el ala de estribor.
Su tripulación estaba compuesta por piloto, copiloto y radioperador y navegante. Cambios realizados en el equipamiento condujeron a las versiones Do 18D-2 y Do 18D-3. La confiabilidad de los motores 205C no fue del agrado de sus tripulaciones; por lo que se desarrolló la versión mejorada Do 18G-1 que fue dotada, con motores Jumo 205D de 868 hp (647 kW)  una ametralladora MG 131 cal. 13 mm a proa y un cañón MG 151/20 en una torreta dorsal de mando asistido. Asimismo se construyeron unos pocos entrenadores desarmados Do 18H con doble mando y una versión también desarmada Do 18N-1 para tareas de salvamento a partir de la conversión de aparatos Do 18G. La producción totalizada en unos 170 ejemplares de este hidrocanoa finalizó en 1940.
La Luftwaffe destinó al Dornier Do 18, de los que poseía al comienzo de la II Guerra Mundial 62 ejemplares distribuidos en cinco escuadrones a labores de reconocimiento marítimo operando sobre el Mar del Norte; en 1940 algunos escuadrones cambiaron su base a Noruega; más tarde, a partir de 1942 debido a su vulnerabilidad y poca potencia empezaron a ser sustituidos por el Blohm & Voss BV 138, pasando a desempeñar tareas de entrenamiento y salvamento.

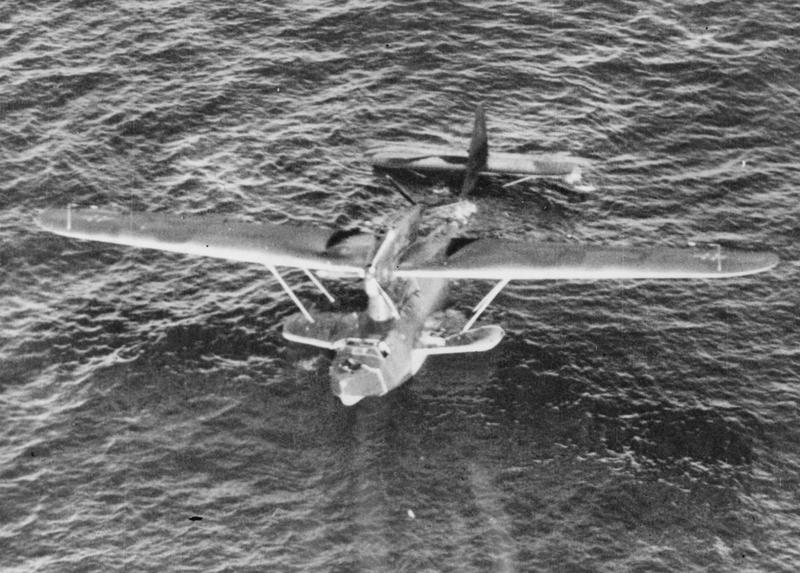
Dornier Do 18 abatido en el mar de Noruega en 1940

En septiembre de 1939, dos Dornier Do 18 fueron abatidos por cazas Blackburn B-24 Skua, .

## Operadores
- Alemania
  - Lufthansa
  -  Luftwaffe

## Especificaciones (Do 18G-1)
Referencia datos: Enciclopedia Ilustrada de la Aviación Ed.Delta pags 1458-59

### Características generales
- Tripulación: 4
- Longitud: 19,25 m
- Envergadura: 23,70 m
- Altura: 5,35 m
- Superficie alar: 98 m²
- Peso vacío: 5850 kg kg
- Peso máximo al despegue: 10000 kg
- Planta motriz: 2× Motor diésel 6 cilindros verticalmente opuestos Junkers Jumo 205D.
  - Potencia: 868 hp cada uno.
- Hélices: tripala

### Rendimiento
- Velocidad nunca excedida (Vne): 260 km/h
- Velocidad crucero (Vc): 220 km/h
- Alcance: 3 500 km
- Techo de vuelo: 4 200 m
- Régimen de ascenso: 2,22 m/s (133,2 m/min; 1000 m en 7,5 min)

### Armamento
- Ametralladoras: 1× MG 131 cal. 13 mm

- Cañones: 1× MG 151/20 cal. 20 mm
- Puntos de anclaje: 2 con una capacidad de 100 kg, para cargar una combinación de:  
  - Bombas: 2 de 50 kg
en afustes subalares en el ala derecha

### Desarrollos relacionados
- Dornier Do 16

### Secuencias de designación
- Sistema de designación aeronaves del RLM: ← Do 16 · Wn 16 · Do 17 · Do 18 · Do 19 · Do 20 · Do 22 →

### Listas relacionadas
- Anexo:Aeronaves militares de Alemania en la Segunda Guerra Mundial